# Bảo tàng Công nghệ và Ô tô tư nhân ở Otrębusy
Bảo tàng Công nghệ và Ô tô tư nhân ở Otrębusy (tiếng Ba Lan: Prywatne Muzeum Motoryzacji i Techniki w Otrębusach) là một bảo tàng tư nhân tọa lạc tại số 21 Phố Warszawska, Otrębusy, Ba Lan. Chủ sở hữu của Bảo tàng là Joanna và Zbigniew Mikiciuk, cha mẹ của nhà báo Patryk Mikiciuk.

## Lịch sử hình thành
Bảo tàng Công nghệ và Ô tô tư nhân ở Otrębusy được thành lập vào năm 1995. Các vật triển lãm trong bộ sưu tập của Bảo tàng đã được thu thập từ nhiều năm trước đó, và công việc cải tạo và tái thiết các vật triển lãm này bắt đầu vào thập niên 1980.

## Triển lãm
Bộ sưu tập của Bảo tàng Công nghệ và Ô tô tư nhân ở Otrębusy hiện đang bao gồm khoảng 300 phương tiện đi lại và một bộ sưu tập lớn các phụ kiện (đồng phục, radio, áp phích, và các thứ khác). Ngoài ra, Bảo tàng cũng sở hữu một số vật triển lãm có liên quan đến hàng không và quân sự.

Do không gian chật hẹp nên các vật triển lãm bị nhồi nhét trong một khu vực nhỏ. Phần lớn các vật triển lãm trong bộ sưu tập của Bảo tàng thường được cho mượn phục vụ các sự kiện được tổ chức ngoài trời. 

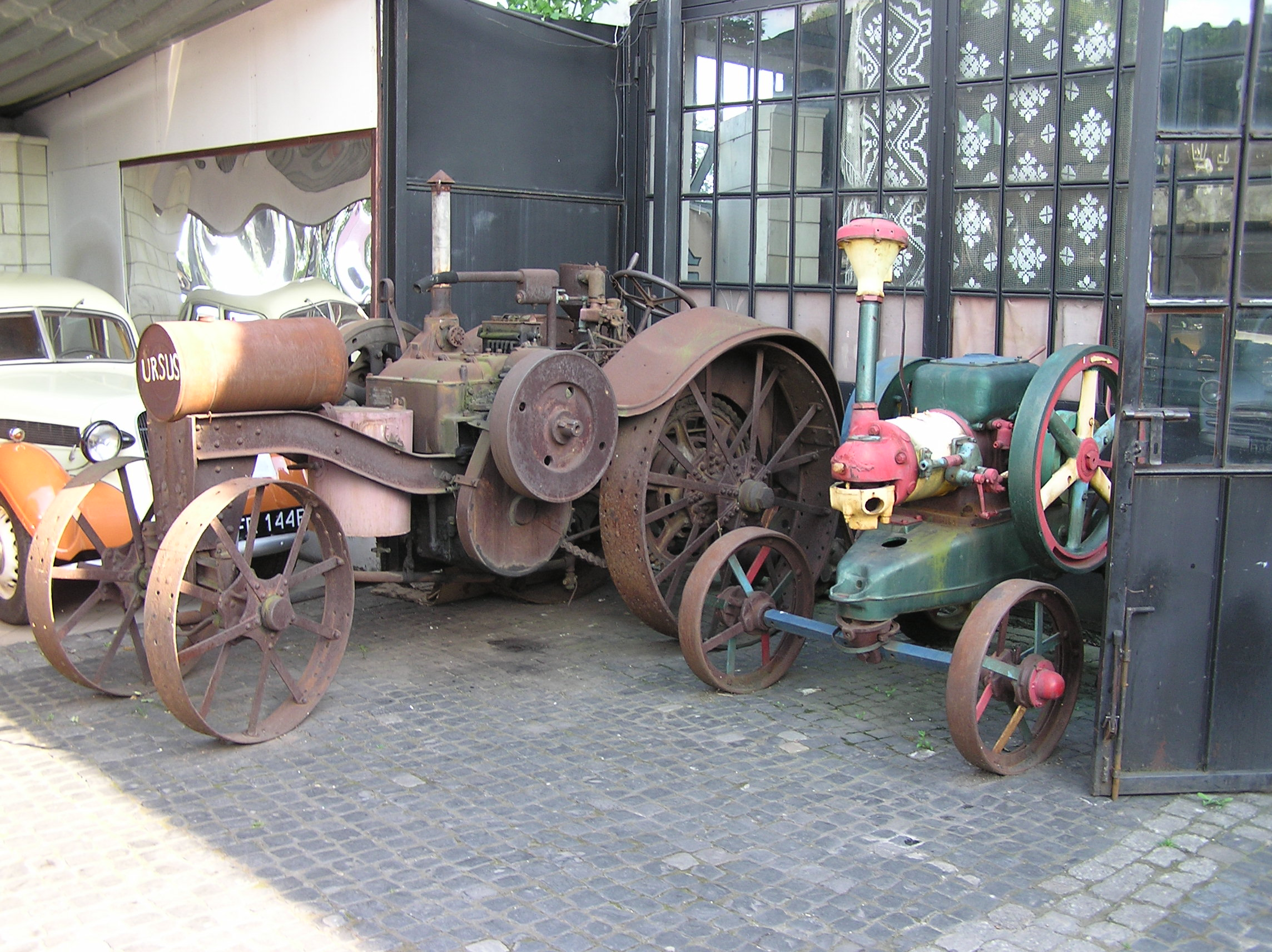
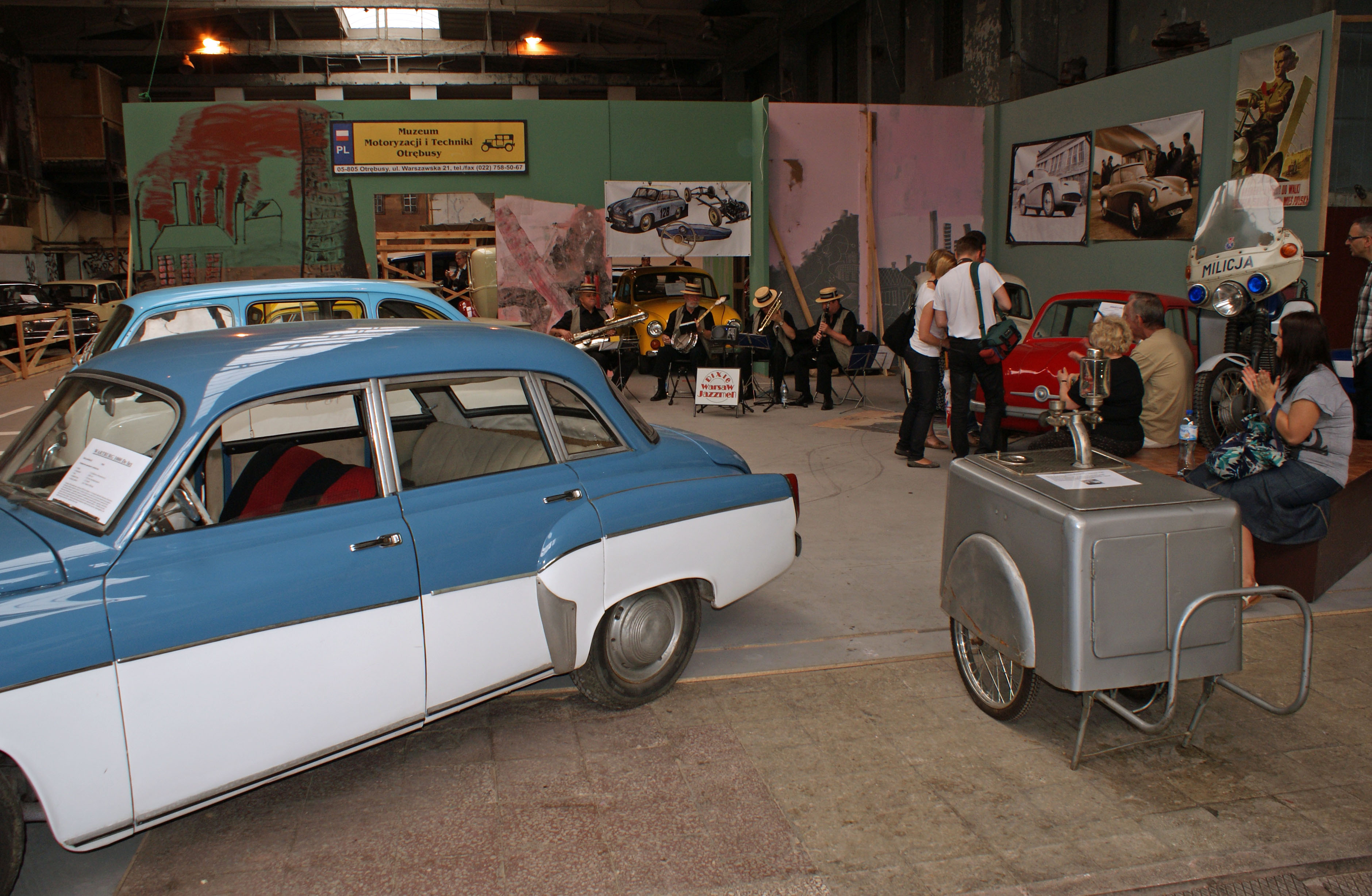
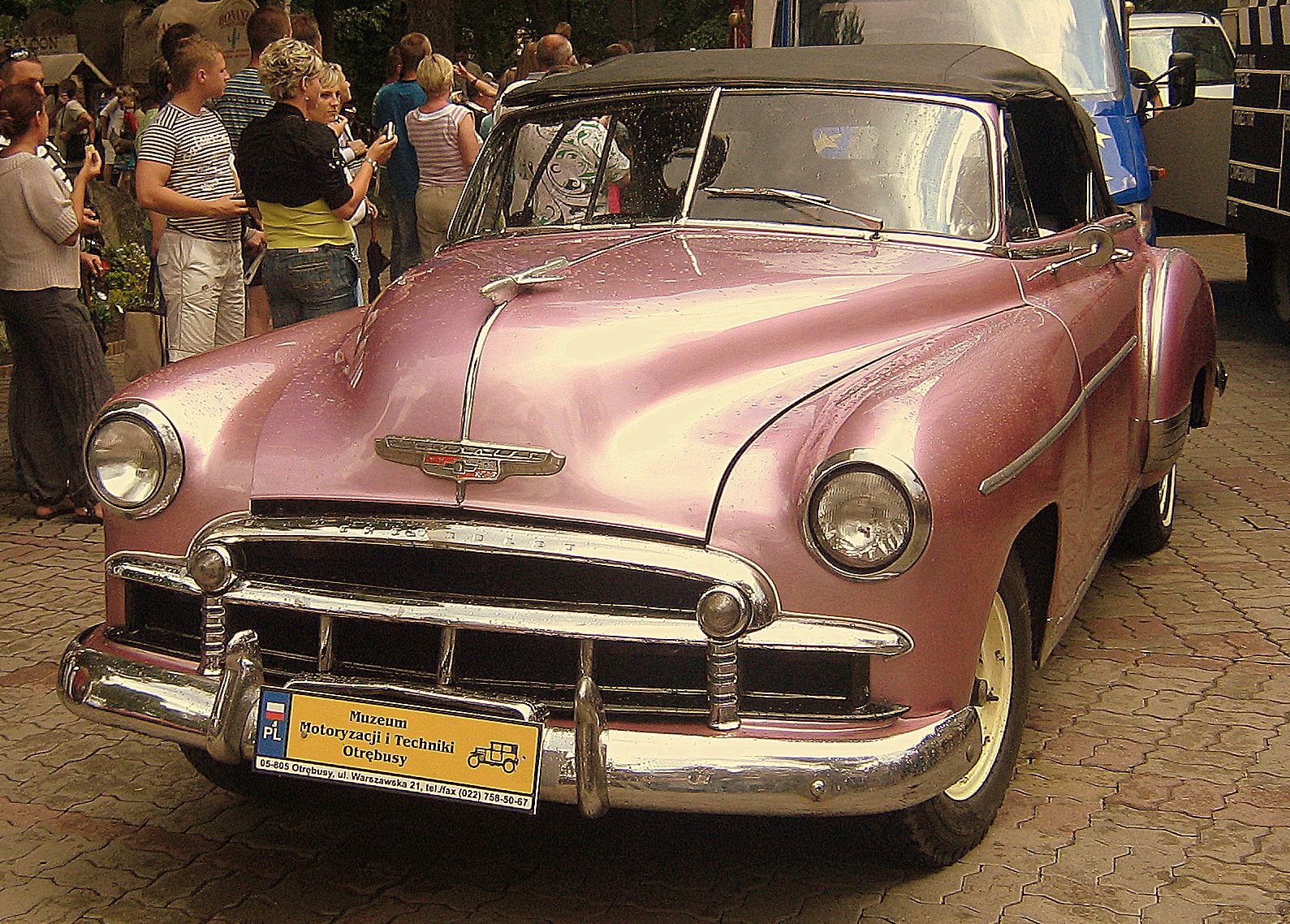
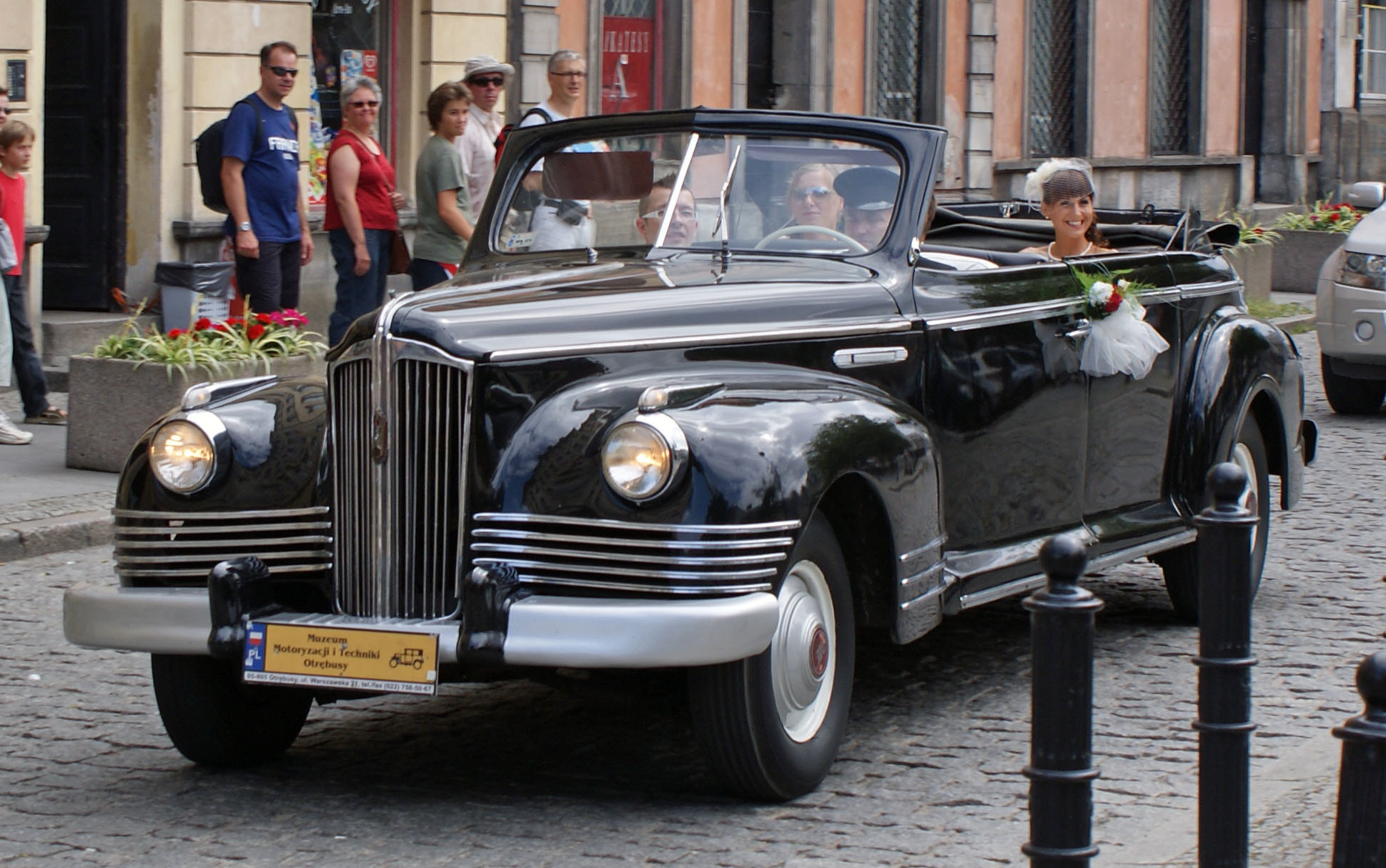
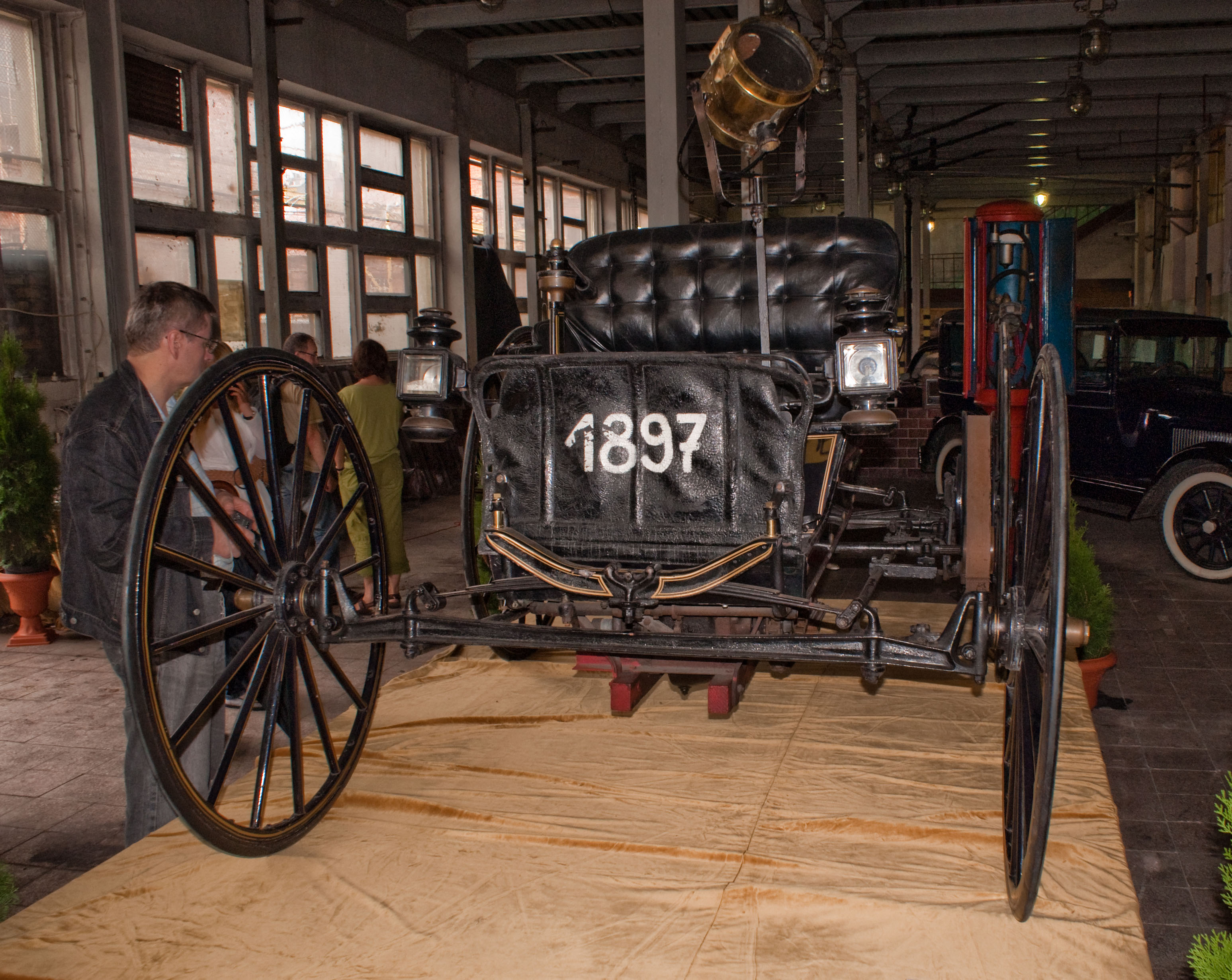
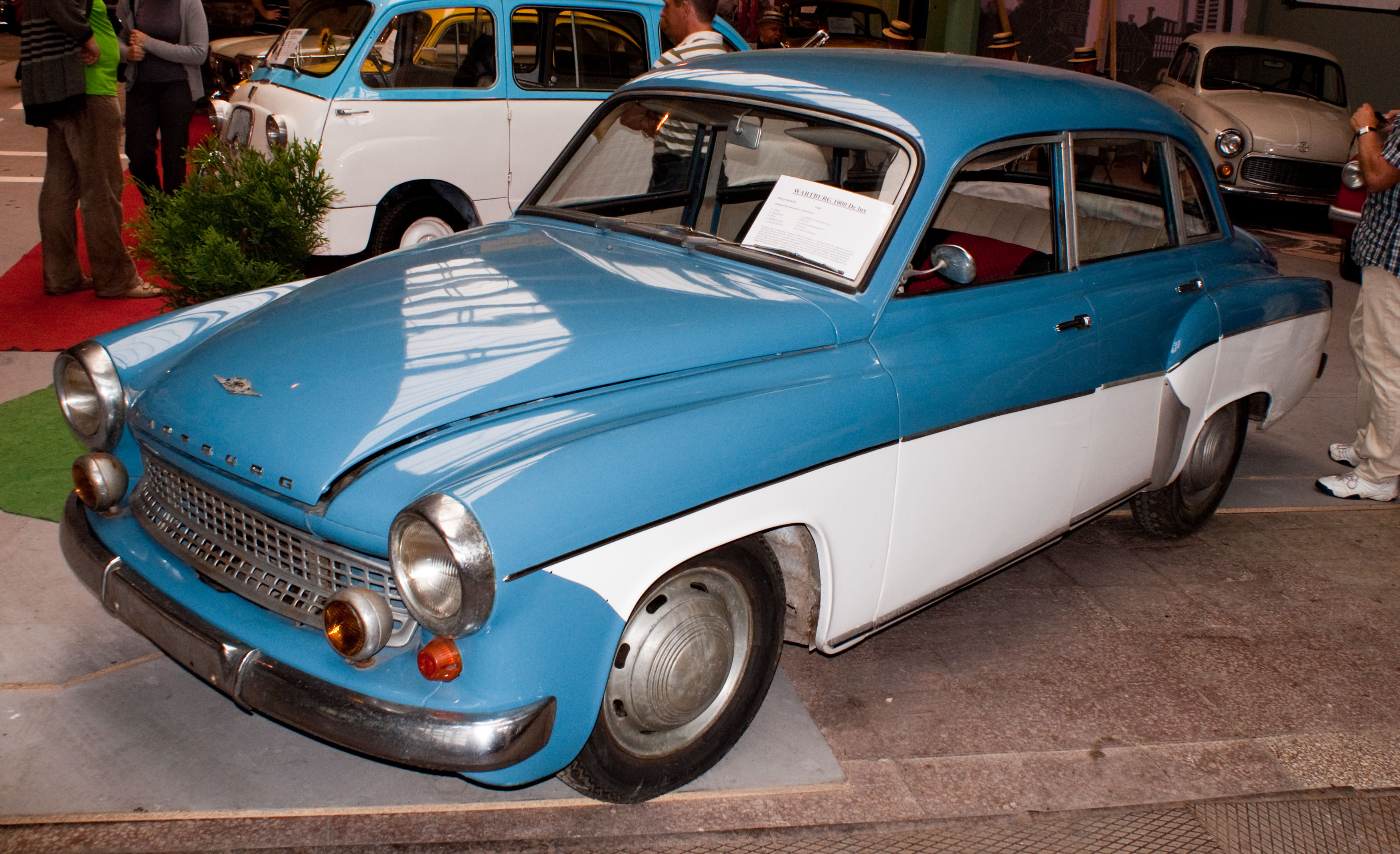

## Giờ mở cửa
Bảo tàng Công nghệ và Ô tô tư nhân ở Otrębusy hoạt động quanh năm, mở cửa tất cả các ngày trong tuần từ 10:00 đến 17:00.